# گمینا اوستروف ویلکوپولسکی
گمینا اوستروف ویلکوپولسکی (به لهستانی:  Gmina Ostrów Wielkopolski) یک گمینا در لهستان است که در شهرستان اوستروف ویلکوپولسکی واقع شده‌است. گمینا اوستروف ویلکوپولسکی ۲۰۷ کیلومتر مربع مساحت و ۱۷٬۹۶۹ نفر جمعیت دارد.